# ハカ (ダンス)

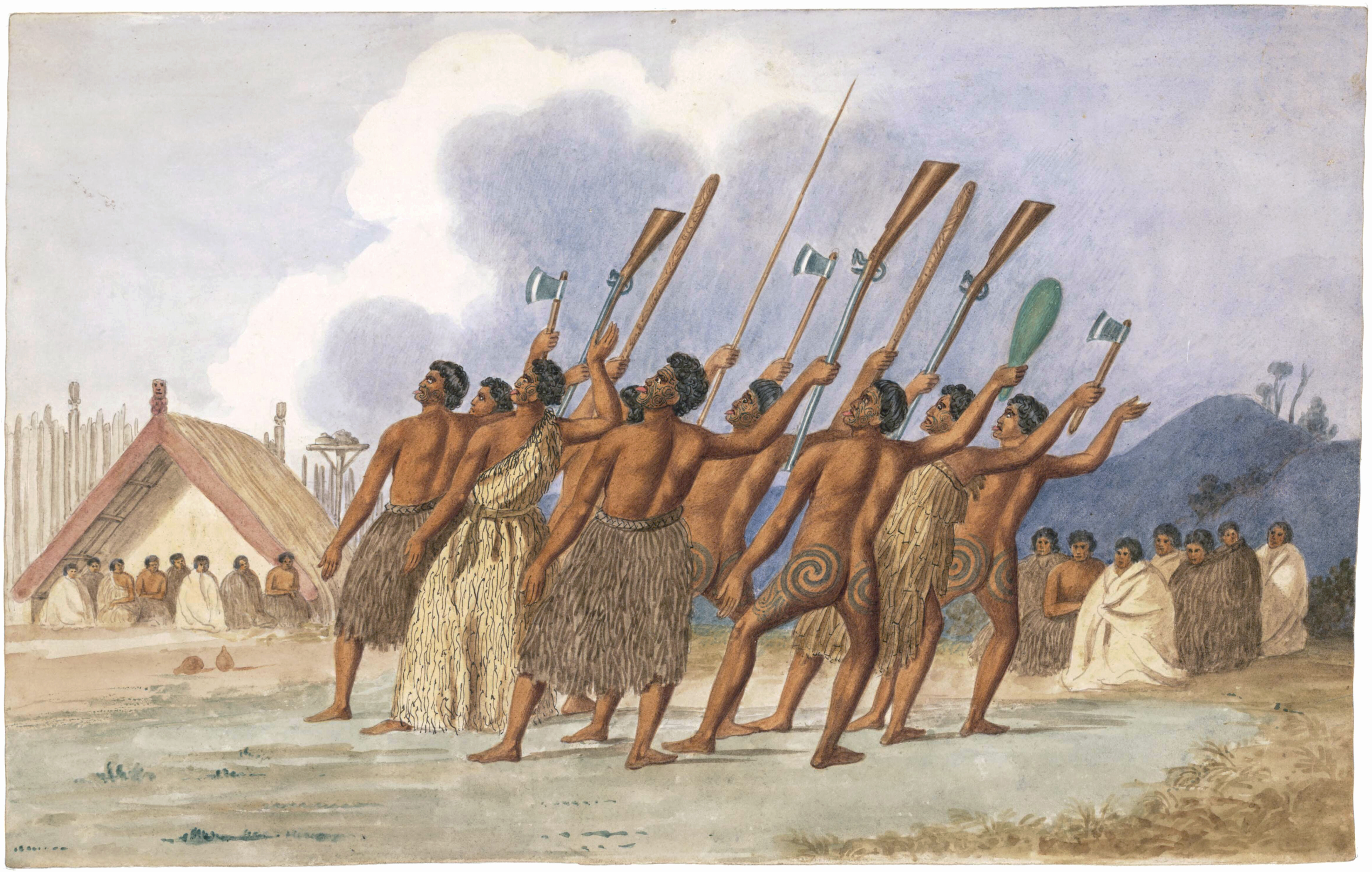
ハカを舞うマオリ族の男性たちを描いた肖像画（1845年ごろ
）

ハカ（マオリ語: Haka）は、ニュージーランドのマオリ族の民族舞踊。
主に男性が踊る。

## 概要

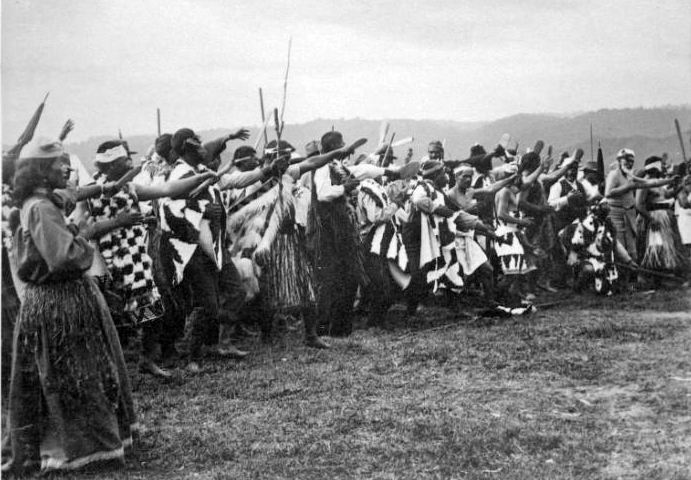
1904年、ルアトキ（ベイ・オブ・プレンティ地方）を訪問したランフリー総督訪問団を歓迎しハカを舞うマオリ族の男女（1904年3月撮影）

本来はマオリ族の戦士が、戦いの前に手を叩き足を踏み鳴らして自らの力を誇示し、相手を煽る時にする舞踊である。
現在では国賓や海外からの渡航者を歓迎する舞として披露されるほか、ラグビーニュージーランド代表（オールブラックス）が国際試合前に舞う民族舞踊として有名である。
ニュージーランドでは一般的な民族舞踊であり、相手に対する敬意や感謝の意を表する舞として披露される。結婚式、卒業式、開会式、歓迎式典、スポーツの試合など、いろいろな場面で目にする機会が多い。死者の御霊を供養し哀悼の意を表す形として、葬儀でハカを舞うこともある。
英語では、haka を含めて一般的に battle cry または war cry（ウォークライ、闘いの雄叫び、日本語では「鬨の声」)と呼ぶ。日本でも、ウォークライと呼ばれていたが、2019年現在では原語どおりのハカが一般的になっている。

## 伝説
マオリの伝説によると太陽神タマ・ヌイ＝テ＝ラには2人の妻、夏の女神のヒネ=ラウマティと冬の女神のヒネ=タクルアがいた。ヒネ=ラウマティの産んだ息子、タネ=ロレが踊りを作り出したとされている。

## オールブラックスのハカ

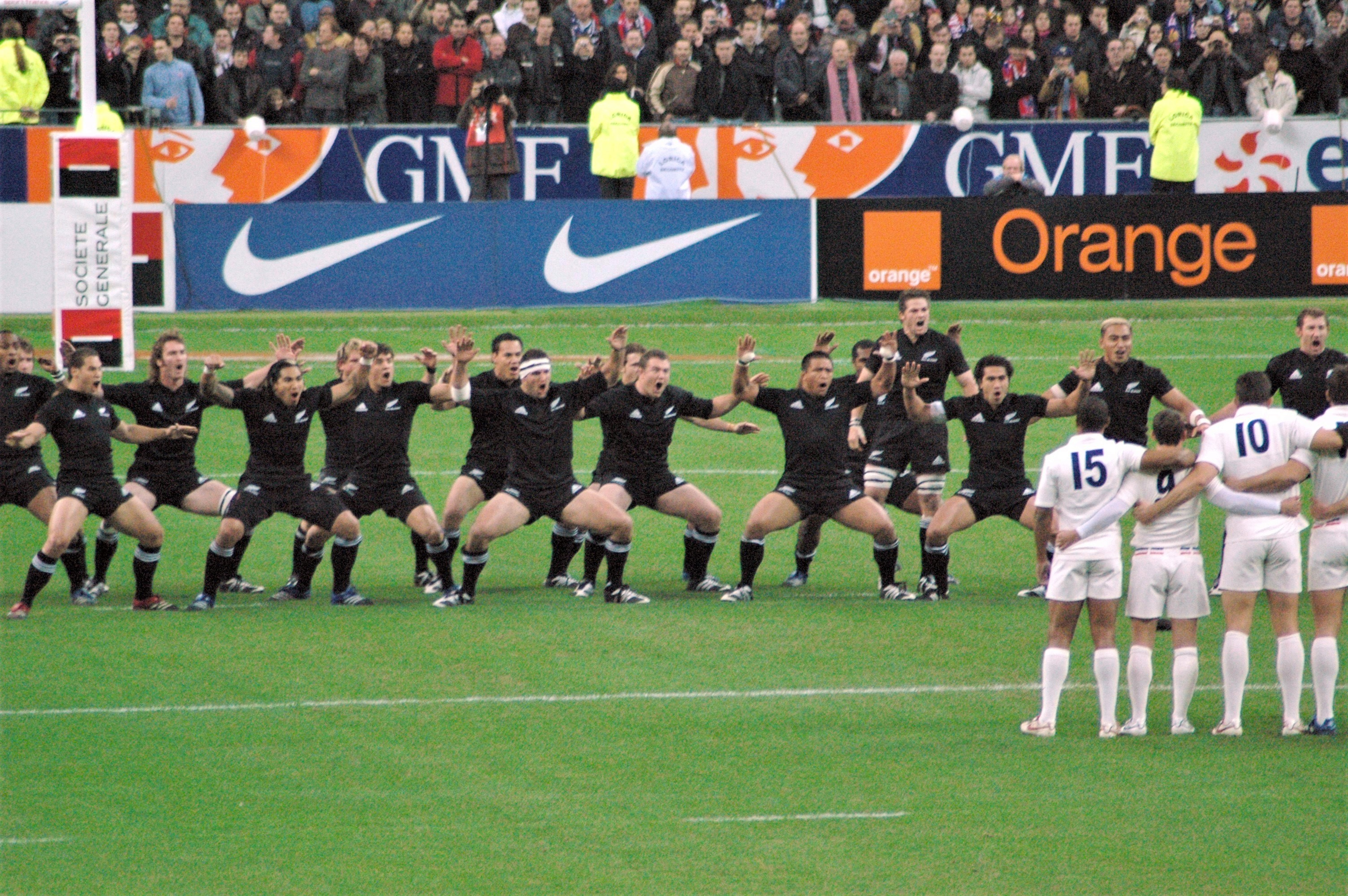
対フランス戦のハカ（2006年）

伝承によるとラグビーニュージーランド代表（オールブラックス）のハカ、カマテは1810年にンガティトア部族長のテ・ラウパラハが踊ったものである。テ・ラウパラハは敵に追われて、地下の食料庫に逃げ込み隠れていた。這い出してみると目の前に人がおり、殺されると観念したが、幸運なことにテ・ラウパラハと親しい部族の長であった。救出された喜びと感謝の気持ちを込めて踊ったものがカマテである。
1905年のイギリス遠征の際にオールブラックスが戦いの踊りの要素を取り入れたものを初めて踊り、以後代表チームに受け継がれることとなる。
ハカを先導するリードは伝統的にマオリ族の血筋を引く選手が行っている。ただし、サモア系移民である元オールブラックスのタナ・ウマガは、偉大なオールブラックスキャプテンとして迎えられ、特例として2004年からリードを任された。ウマガの後、伝統的な慣例が守られない時期もあったが、ピリ・ウィプー（2011年から2013年）、リアム・メッサム［元ニュージーランド・マオリ（現マオリ・オールブラックス）キャプテン］がリードを務めている。
また、トンガ代表はシピタウ、サモア代表はシヴァタウ、フィジー代表はジンビと、パシフィック・アイランドのチームにもそれぞれのウォークライがあり、3か国選抜チームのパシフィック・アイランダーズにも独自のウォークライがある。
ラグビーワールドカップ2003では、オールブラックスのハカの最中に、興奮した対戦相手のトンガ代表が対抗してシピタウを行い「ハカ・バトル」として話題となった。試合前の取り決めでは、互いを尊重してオールブラックスのハカが終わってからトンガがシピタウを行うとしていたが、試合前の異様な盛り上がりとオールブラックスのハカにトンガ代表が刺激されハカ合戦に発展した。
2005年8月28日、トライネイションズの対南アフリカ戦において、新しいハカ、カパ・オ・パンゴ（Kapa o Pango）が突如披露された。このハカは、終幕に首を切るようなジェスチャーが含まれ問題視されたが、オールブラックスから「相手の首を切る挑発的な意味ではなく、自らの首をかけて戦う意気込みを示すもの」との趣旨の説明があるなど議論が重ねられ、現在首を切るジェスチャーが維持されている。
オールブラックスのハカは非常に洗練されたパフォーマンスとして知られているが、一昔前まではまったく練習していない選手がいたり、練習していても切れのないものであった。現在では試合前日にハカの練習を行っていて、洗練されたパフォーマンスを維持している。
カ・マテとカパ・オ・パンゴは今でも最も代表的なハカとして、さまざま場面で使われている。

### カ・マテ
| 歌詞 | 翻訳 |
| --- | --- |
| カ マテ！ カ マテ！ カ オラ！ カ オラ！ カ マテ！ カ マテ！ カ オラ！ カ オラ！ テーネイ テ タカ゚タ プーフル＝フル ナーナ ネイ イ チキ マイ ファカ＝フィチ テ ラー！ アー ウパネ！ カ＝ウパネ！ フィチ テ ラー！ ヒー！ | 私は死ぬ！ 私は死ぬ！ 私は生きる！ 私は生きる！ 私は死ぬ！ 私は死ぬ！ 私は生きる！ 私は生きる！ 見よ、ここにいる勇気ある毛深い男が 再び太陽を輝かせる！ 一歩はしごを上へ！ さらに一歩上へ！ 太陽を輝かせ！ 立ち上がれ！ |

### カパ・オ・パンゴ
| 歌詞 | 翻訳 |
| --- | --- |
| キ＝ア ファカ＝フェヌア アウ イ ア＝ハウ！ ヒー アウエ、 ヒー！ コ アオテアロア エ グ＝グ＝ル ネイ！ アウ、 アウ、 アウエ ハー！ コ カパ オ パゴ エ グ＝グ＝ル ネイ！ アウ、 アウ、 アウエ ハー！ イ アーハハー！ カ ツー テ イヒ＝イヒ カ ツー テ ワナ＝ワナ キ ルガ キ テ ラギ エ ツー イホ ネイ、 ツー イホ ネイ、 ヒー！ ポガ ラー！ カパ オ パゴ、 アウエ ヒー！ ポガ ラー！ カパ オ パゴ、 アウエ ヒー、 ハー！ | 私を地道に続けさせよ！ 立ち上がれ！よいしょと立ち上がれ！ 轟く我が国よ！ まさに今！よいしょ！ 轟くオールブラックスよ！ まさに今！よいしょ！ アハハ！ はらはらが止まらない！ どきどきが止まらない！ 空高く絶えず、 絶えず立ち上がれ！ あそこのシルバーファーンよ！ オールブラックスよ、よいしょと立ち上がれ！ あそこのシルバーファーンよ！ オールブラックスよ、よいしょと立ち上がれ、ハー！ |

## 他のスポーツでのハカ
ソフトボール女子ニュージーランド代表（ホワイトソックス）は、シドニーオリンピックの地区予選で試合前に行った。
野球ニュージーランド代表（ダイヤモンドブラックス）は、国際大会デビュー戦となる2013 ワールド・ベースボール・クラシック予選初戦の台湾戦の試合前にハカを踊った。
その他、サッカーニュージーランド代表（オールホワイツ）・女子代表 (Football Ferns)、ホッケーニュージーランド代表（ブラック・スティックス）、アイスホッケーニュージーランド代表（アイス・ブラックス）、バスケットボールニュージーランド代表（トール・ブラックス）も試合前にハカを舞うことがある。

## 日本でのハカ
日本では、1991年に中外製薬の栄養ドリンク「グロンサンDX」のテレビCMにて、「DX ウォークライ」という名称で田中実（後に高田純次バージョンも追加）らがスーツ姿でハカを踊っていた。語句は日本語風にした「頑張って、頑張って、仕事（遊び）!」となっている。
TBSのドラマ『スクールウォーズ2』のオープニングでも、選手たちがハカを踊るシーンがある。劇中では、大木大助（松村雄基）がメンバーに教えた。
1995年、大日本除虫菊「虫よけキンチョール」のテレビCMは、玄関先で掃き掃除をしている坂東三津五郎に、蚊の被り物を着用したマオリ族風の男性数人がハカを踊りながら襲いかかり、三津五郎を持ち上げてどこかへ連れ去るという内容だった。
2010年、日本コカ・コーラが制作した「コカ・コーラ ゼロ」用テレビCMで、安室奈美恵のダンスチームとハカダンスチームがダンスバトルを行うテレビコマーシャルを放送した。このハカについて、マオリ族から「伝統的なハカを正しく伝えていない」と否定的な意見が寄せられた。また、黒いシャツを着た男性ダンスグループの服装がオールブラックスのユニフォームと類似していることから、「商標権の侵害に当たる可能性がある」と、オールブラックスのユニフォームを管理するニュージーランドラグビー協会（NZRU）からも内容を問題視する警告が寄せられた。
チームしゃちほこが歌う「乙女受験戦争」の冒頭でハカをイメージさせるものを行っていて、歌詞は既述のグロンサンDX同様に「がんばって、がんばって、受験（遠征、青春 etc.）」となっている。なお、リードはイメージカラー赤を担当する秋本帆華が取っている。
千葉県柏市に「柏ハカ（ナウ テロウロウ カオラアイテイウィ：みんなの力を合わせて生きていこう）」がある。これは地元の少年ラグビースクールのコーチに訪れたマオリ族の血を引くカール・ポキノが地元の歓迎を受けて制作した「柏市のためのハカ」で、2019年のラグビーワールドカップで柏市がニュージーランド代表の事前キャンプ場に選ばれる事も念頭にあったという。ニュージーランド代表の到着が台風で遅れたため、ラグビースクールの少年達が急遽「柏ハカ」を披露し絶賛された。その後、日本ニュージーランド経済人会議でも披露された様子がオールブラックスの公式YouTubeで取り上げられている。